# Paper Moon
Paper Moon är en amerikansk dramakomedifilm från 1973 i regi av Peter Bogdanovich. Manuset är skrivet av Alvin Sargent och bygger på romanen med originaltiteln Addie Pray, från 1971, av Joe David Brown. Filmen, som är inspelad i svartvitt, utspelar sig i Kansas och Missouri under den stora depressionen i början av 1930-talet. Huvudrollerna, Moze och Addie, spelas av Ryan O'Neal och hans dotter Tatum O'Neal.

## Handling
Den föräldralösa flickan Addie (Tatum O'Neal) får efter sin mors död följa med bibelförsäljaren Moses (Ryan O'Neal) i hans bil till Addies moster Billie. Under resans gång genomskådar dock Addie Moses som en bluff när hon inser hans skumma försäljningsmetoder. Hon hjälper honom men begär samtidigt hälften av vinsten.

## Rollista i urval
- Ryan O'Neal – Moses "Moze" Pray
- Tatum O'Neal – Addie Loggins
- Madeline Kahn – Trixie Delight
- John Hillerman – Deputy Hardin/Jess Hardin
- Burton Gilliam – Floyd
- P.J. Johnson – Imogene
- James N. Harrell – The Minister
- Noble Willingham – Mr Robertson
- Yvonne Harrison – The Widow Bates (Marie)
- Randy Quaid – Leroy
- Hugh Gillin – 2nd Deputy

## Utmärkelser och nomineringar
Vid Oscarsgalan 1974 vann Tatum O'Neal en Oscar i kategorin Bästa kvinnliga biroll. Med sina 10 år blev hon därmed den yngsta Oscarsvinnaren i historien. Även medspelaren Madeline Kahn var nominerad i samma kategori. Filmen fick även nomineringar i kategorierna Bästa ljud och Bästa manus efter förlaga.